# Martin Witz
Martin Witz (1956) is een Zwitsers filmregisseur en scenarioschrijver van speelfilms en documentaires, voor zowel bioscoop als televisie. Hij studeerde Germanistiek in Europese Volksliteratuur en Mediastudies.
Hij was een van de oprichters van Videoladen Zürich en werkte daar zelf tot 1982. Sindsdien werkt hij als vrij filmmaker in vooral Zwitserland en Duitsland. Hij verricht verder ook filmmontage en geluid bij films, vooral op het gebied van geschiedenis, politiek en kunst.

## Filmografie
- 1988: Wendel (speelfilm) - scenario
- 1988: Filou (speelfilm) - scenario
- 1989: Dreissig Jahre (speelfilm) - scenario
- 1992: Am Ende der Nacht (speelfilm) - scenario
- 1993: Ludwig 1881 (speelfilm) - scenario
- 1997: Noel Field (documentaire) - scenario
- 1997: Marthas Garten (speelfilm) - scenario
- 2000: Von Werra (documentaire) - scenario
- 2000: Der weisse Wal (documentaire) - verteller
- 2002: Elisabeth Kübler-Ross (documentaire) - verteller, geluid
- 2002: Malaria (documentaire) - Regie, montage
- 2004: Samba für Singles (documentaireserie (Arte/WDR)) - verteller
- 2004: Der letzte Navigator (documentaire) - montage, verteller
- 2005: Indische Regen-Ernte (documentaire) - regie, montage
- 2006: Ein Lied für Argyris (documentaire) - verteller, geluid
- 2006: Angry Monk (documentaire) - montage
- 2007: Dutti der Riese (documentaire) - regie, scenario